# Alfredo Ortiz Mancia
Alfredo Humberto Ortiz Mancía (* 1910; † 15. November 2009 in San Salvador) war ein salvadorianischer Anwalt und Politiker.

## Werdegang
Ortiz Mancía wurde 1939 mit einer Dissertation über Überlegungen zum Kreditwesen in El Salvador promoviert. Er war Dekan der wirtschaftswissenschaftlichen Fakultät der Autonomen Universität Salvador.
Von September 1956 bis 1960 war er Außenminister von El Salvador. Er war ab 1963 der zweite Präsident des Salvadorianischen Instituts für Hispanische Kultur.
Im Februar 1986 war er eines der Opfer einer Serie von Entführungen wohlhabender Prominenter. Er kam nach Zahlung eines Lösegelds frei.
Er starb 2009 in San Salvador.

## Ehrungen
- 1959: Gran Cruz der Republik Chile[5]
- 1960: Orden Nacional del Merito der Republik Paraguay[6]
- 1960: Großkreuz der Bundesrepublik Deutschland[7]